# Pistola padrão a 25 metros
Pistola padrão a 25 metros é a designação de um dos eventos de tiro da ISSF, lançado no Campeonato Mundial de Tiro Esportivo da ISSF em 1970. Tem suas raízes nas competições de Pistolas de Precisão da NRA.

## O regulamento
IMPORTANTE: A fonte para o resumo aqui exposto, foi o manual de regras da ISSF.
A "partida de pistola padrão" é disputadaa com uma pistola esportiva comum (também chamada de pistola padrão) no calibre .22 LR. Como em todas as disciplinas de pistola da ISSF, todos os disparos devem ser feitos com uma mão, sem suporte.
A partida de 60 tiros é dividida em 3 estágios de 20 tiros; cada estágio em o seu limite de tempo e é dividido em 4 séries de 5 tiros cada uma.
| Estágio | Número de séries e tiros             | Tempo limite de cada série |
| ------- | ------------------------------------ | -------------------------- |
| 1       | quatro (4) séries de cinco (5) tiros | 150 s                      |
| 2       | quatro (4) séries de cinco (5) tiros | 20 s                       |
| 3       | quatro (4) séries de cinco (5) tiros | 10 s                       |

Assim como a pistola de tiro central de 25 metros, a pistola padrão é um evento não olímpico e, portanto, ganha pouca atenção. É um dos poucos eventos em que as metas não foram alteradas em 1989; portanto, nenhuma redefinição de registros foi feita. Como resultado, muitos registros são bastante antigos.

## Campeonatos mundiais, Homens
| Ano  | Local     | Ouro                    | Prata                      | Bronze                      |
| ---- | --------- | ----------------------- | -------------------------- | --------------------------- |
| 1970 | Phoenix   | Renart Suleimanov (URS) | Hynek Hromada (TCH)        | William McMillan (USA)      |
| 1974 | Thun      | Victor Torshin (URS)    | Bonnie Harmon (USA)        | Valeri Margasov (URS)       |
| 1978 | Seoul     | Ragnar Skanåker (SWE)   | Seppo Saarenpaeae (FIN)    | Hannu Paavola (FIN)         |
| 1982 | Caracas   | Vladas Turla (URS)      | Alexsander Melentiev (URS) | Aldo Andreotti (ITA)        |
| 1986 | Suhl      | Afanasij Kuzmin (URS)   | Hermann Sailer (AUT)       | Igor Basinski (URS)         |
| 1990 | Moscow    | Miroslav Ignatiuk (URS) | Finn Damkjaer (DEN)        | Anton Kuechler (SUI)        |
| 1994 | Milan     | Sang Hak Lee (KOR)      | Hansrudolf Schneider (SUI) | Seppo Makinen (FIN)         |
| 1998 | Barcelona | Mikhail Nestruev (RUS)  | Paal Hembre (NOR)          | Yongde Jin (CHN)            |
| 2002 | Lahti     | Rene Vogn (DEN)         | Alexander Danilov (ISR)    | Giovanni Bossi (AUT)        |
| 2006 | Zagreb    | Guohui Liu (CHN)        | Jong Su Kim (PRK)          | Jakkrit Panichpatikum (THA) |
| 2010 | Munich    | Seong Hwan Hong (KOR)   | Yongde Jin (CHN)           | Júlio Almeida (BRA)         |
| 2014 | Granada   | Yusuf Dikec (TUR)       | Joao Costa (POR)           | Christian Reitz (GER)       |

## Campeonatos mundiais, Homens Júnior
| Ano  | Local     | Ouro                     | Prata                     | Bronze                |
| ---- | --------- | ------------------------ | ------------------------- | --------------------- |
| 1994 | Milan     | Jaspal Rana (IND)        | Ricardo Yuston (ARG)      | Joseph Gonzalez (USA) |
| 1998 | Barcelona | Manuel Jun Guevara (VEN) | Gregory Fouet (FRA)       | Rinat Ishbaev (RUS)   |
| 2002 | Lahti     | Denis Kulakov (RUS)      | Vladimir Issachenko (KAZ) | Julien Dufour (FRA)   |
| 2006 | Zagreb    | Kyusang Park (KOR)       | Leonid Ekimov (RUS)       | Thibaut Sauvage (FRA) |
| 2010 | Munich    | Zhigou Zhou (CHN)        | Aaron Sauter (GER)        | Xuan Feng Long (CHN)  |
| 2014 | Granada   | Alexander Chichkov (USA) | Dario Di Martino (ITA)    | Pardeep Pardeep (IND) |

## Campeonatos mundiais, Homens Equipe
| Ano  | Local     | Ouro                                                                                 | Prata                                                                          | Bronze                                                                     |
| ---- | --------- | ------------------------------------------------------------------------------------ | ------------------------------------------------------------------------------ | -------------------------------------------------------------------------- |
| 1970 | Phoenix   | United States William Blankenship William Mc Millan Edwin Lee Teague Charles Wheeler | Soviet Union Igor Bakalov Anatoli Spivakov Vladimir Stolipin Renart Suleimanov | Checoslováquia Ladislav Falta Hynek Hromada Vladimir Hurt Lubomir Nacovsky |
| 1974 | Thun      | Soviet Union Afanasij Kuzmin Valeri Margasov Vladimir Stolipin Victor Torshin        | Checoslováquia Vladimir Hyka Milan Hyka Hynek Hromada Vladimir Hurt            | United States Marvin Black Bonnie Harmon Bobby Tiner Charles Wheeler       |
| 1978 | Seoul     | Finland Seppo Makinen Hannu Paavola Paavo Palokangas Seppo Saarenpaeae               | Italy Giuseppe Quadro Alberto Sevieri Roberto Vannozzi Renato Zambon           | Switzerland Marcel Ansermet Otto Keller Reinhard Ruess Alex Tschui         |
| 1982 | Caracas   | Soviet Union Anatoli Egrishin Aleksandr Melentyev Sergei Sumatokhin Vladas Turla     | Italy Aldo Andreotti Giulio Mussini Giuseppe Quadro Renato Zambon              | United States Erich Buljung John Kailer Melvin Makin Don Nygord            |
| 1986 | Suhl      | Soviet Union Igor Basinski Afanasij Kuzmin Sergei Pyzhianov                          | Austria Dieter Aggermann Karl Pavlis Hermann Sailer                            | Finland Seppo Makinen Paavo Palokangas Jouni Vainio                        |
| 1990 | Moscow    | Soviet Union Igor Basinski Miroslav Ignatiuk Afanasij Kuzmin                         | China Hui Wang Runxi Wang Yifu Wang                                            | United States Erich Buljung Jimmie Mc Coy Don Nygord                       |
| 1994 | Milan     | Finland Jari Koivu Seppo Makinen Jouni Vainio                                        | China Gang Meng Runxi Wang Ruimin Zhang                                        | Switzerland Eros de Berti Andreas Schweizer Hansrudolf Schneider           |
| 1998 | Barcelona | China Yongde Jin Gang Meng Yifu Wang                                                 | Norway Paal Hembre Petter Bratli Johnny Nilsen                                 | Austria Giovanni Bossi Karl Pavlis Gerhard Boehm                           |
| 2002 | Lahti     | Austria Giovanni Bossi Karl Pavlis Heinz Koeltringer                                 | Korea Byung Taek Park Sang Hak Lee Seong Hwan Hong                             | China Yongde Jin Yadong Liu Guohui Liu                                     |
| 2006 | Zagreb    | China Guohui Liu Yongde Jin Yadong Liu                                               | Russia Mikhail Nestruev Sergei Poliakov Sergei Alifirenko                      | Ukraine Oleg Tkachyov Roman Bondaruk Oleksandr Petriv                      |
| 2010 | Munich    | China Yongde Jin Chuanlin Li Zhenxiang Xie                                           | Germany Pierre Michel Christian Reitz Michael Schleuter                        | Korea Seong Hwan Hong Yoon Sam Hwang Dae Kyu Jang                          |
| 2014 | Granada   | Ukraine Pavlo Korostylov Roman Bondaruk Oleksandr Petriv                             | China Yongde Jin Chuanlin Li Feng Ding                                         | Turkey Yusuf Dikec Fatih Kavaruk Murat Kilinc                              |

## Campeonatos Mundiais, Total de Medalhas
| Posição   | País            | Ouro | Prata | Bronze | Total |
| --------- | --------------- | ---- | ----- | ------ | ----- |
| 1         | União Soviética | 11   | 2     | 2      | 15    |
| 2         | China           | 5    | 5     | 3      | 13    |
| 3         | Coreia do Sul   | 3    | 1     | 1      | 5     |
| 4         | Rússia          | 2    | 2     | 1      | 5     |
| 5         | Estados Unidos  | 2    | 1     | 6      | 9     |
| 6         | Finlândia       | 2    | 1     | 4      | 7     |
| 7         | Áustria         | 1    | 3     | 2      | 6     |
| 8         | Dinamarca       | 1    | 1     | 0      | 2     |
| 9         | Índia           | 1    | 0     | 1      | 2     |
| 9         | Turquia         | 1    | 0     | 1      | 2     |
| 9         | Ucrânia         | 1    | 0     | 1      | 2     |
| 12        | Suécia          | 1    | 0     | 0      | 1     |
| 12        | Venezuela       | 1    | 0     | 0      | 1     |
| 14        | Itália          | 0    | 3     | 1      | 4     |
| 15        | Tchecoslováquia | 0    | 2     | 1      | 3     |
| 15        | Alemanha        | 0    | 2     | 1      | 3     |
| 17        | Noruega         | 0    | 2     | 0      | 2     |
| 18        | Suíça           | 0    | 1     | 3      | 4     |
| 19        | França          | 0    | 1     | 2      | 3     |
| 20        | Argentina       | 0    | 1     | 0      | 1     |
| 20        | Israel          | 0    | 1     | 0      | 1     |
| 20        | Cazaquistão     | 0    | 1     | 0      | 1     |
| 20        | Coreia do Norte | 0    | 1     | 0      | 1     |
| 20        | Portugal        | 0    | 1     | 0      | 1     |
| 25        | Brasil          | 0    | 0     | 1      | 1     |
| 25        | Tailândia       | 0    | 0     | 1      | 1     |
| 26 países | 26 países       | 32   | 32    | 32     | 96    |

## Recordes mundiais atuais
| Recordes mundiais atuais em pistola padrão a 25 metros | Recordes mundiais atuais em pistola padrão a 25 metros | Recordes mundiais atuais em pistola padrão a 25 metros | Recordes mundiais atuais em pistola padrão a 25 metros                   | Recordes mundiais atuais em pistola padrão a 25 metros | Recordes mundiais atuais em pistola padrão a 25 metros |
| ------------------------------------------------------ | ------------------------------------------------------ | ------------------------------------------------------ | ------------------------------------------------------------------------ | ------------------------------------------------------ | ------------------------------------------------------ |
| Masculino                                              | Individual                                             | 584                                                    | Erich Buljung (USA)                                                      | 20/08/1983                                             | Caracas (VEN)                                          |
| Masculino                                              | Equipe                                                 | 1725                                                   | (Kuzmins, Melentyev, Turla) (URS) · (Kuzmins, Basinski, Pyzhianov) (URS) | 10/09/1985 08/09/1986                                  | Osijek (YUG) Suhl (GDR)                                |
| Masculino Júnior                                       | Individual                                             | 581                                                    | Pavlo Korostylov (UKR)                                                   | 30/07/2017                                             | Baku (AZE)                                             |
| Masculino Júnior                                       | Equipe                                                 | 1707                                                   | (Sidhu U., Sidhu V., Singh) (IND)                                        | 13/07/2019                                             | Suhl (GER)                                             |

## Campeões Mundiais
| Ano  | Local     | Individual              | Equipe          |                          |           |
| ---- | --------- | ----------------------- | --------------- | ------------------------ | --------- |
| 1970 | Phoenix   | Renart Suleimanov (URS) | Estados Unidos  |                          |           |
| 1974 | Thun      | Viktor Torshin (URS)    | Soviet Union    |                          |           |
| 1978 | Seoul     | Ragnar Skanåker (SWE)   | Finlândia       |                          |           |
| 1982 | Caracas   | Vladas Turla (URS)      | União Soviética |                          |           |
| 1986 | Suhl      | Afanasijs Kuzmins (URS) | União Soviética | Juniores                 | Juniores  |
| 1990 | Moscow    | Miroslav Ignatiuk (URS) | União Soviética | Individual               | Equipe    |
| 1994 | Milan     | Lee Sang-hak (KOR)      | Finlândia       | Jaspal Rana (IND)        | Moldávia  |
| 1998 | Barcelona | Mikhail Nestruyev (RUS) | China           | Manuel Guevara Jr. (VEN) | Venezuela |
| 2002 | Lahti     | René Vogn (DEN)         | Áustria         | Denis Kulakov (RUS)      | Rússia    |
| 2006 | Zagreb    | Liu Guohui (CHN)        | China           | Park Kyu-sang (KOR)      | Rússia    |
| 2010 | Munich    | Hong Seong Hwan (KOR)   | China           | Zhou Zhiguo (CHN)        | China     |
| 2014 | Granada   | Yusuf Dikec (TUR)       | Ucrânia         | Alexander Chichkov (USA) | Mongólia  |